# Norra stjärnhimlen

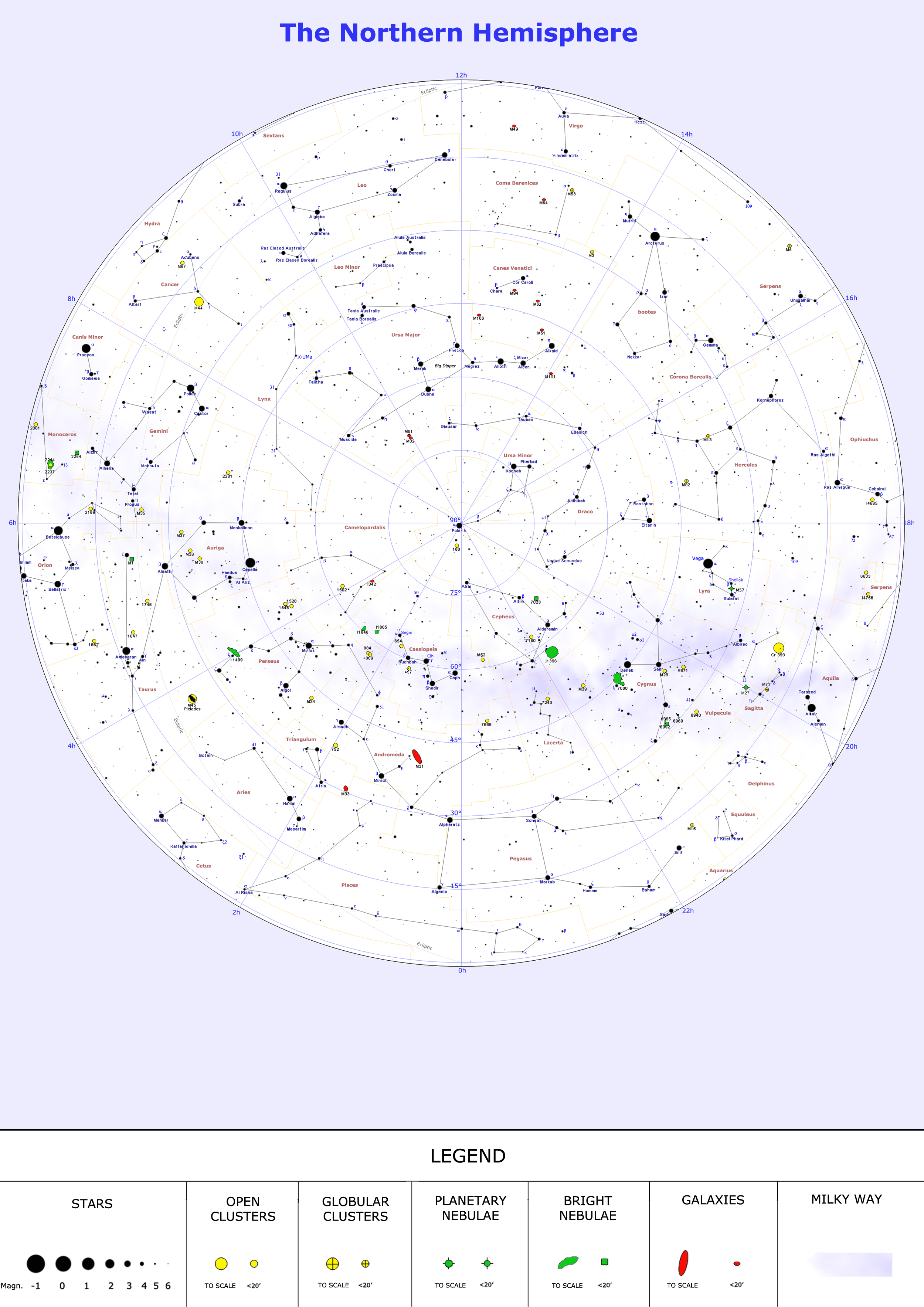
Grafisk bild över norra stjärnhimlen.

Norra stjärnhimlen är de stjärnor och stjärnbilder som året runt är synliga från nordpolen.
Norra stjärnhimlen innehåller något färre stjärnor än södra stjärnhimlen, eftersom Vintergatans centrum befinner sig cirka 29 grader söder om ekvatorn (i stjärnbilden Skytten).
Norra stjärnhimlen har en polstjärna - Polstjärnan – precis som södra. Polstjärnan, Alfa Ursae Minoris, befinner sig i stjärnbilden Lilla björnen och är betydligt ljusare än Sigma Octantis över den södra himmelspolen.